# Dichonia tephroptila
Dichonia tephroptila là một loài bướm đêm trong họ Noctuidae.